# Ágios Charálambos (Rhodope)
Ágios Charálambos, en grec moderne : Άγιος Χαράλαμπος,  est un village du dème de Marónia-Sápes, district régional de Rhodope, en Macédoine-Orientale-et-Thrace, Grèce.
Selon le recensement de 2021, la population du village compte cinq habitants.